# Пейовски мост и чешма
Пейовският мост и чешмата, разположена срещу него се намират в Ламбовска махала в град Копривщица.
Пейовският мост е построен за да може улица „Димчо Дебелянов“ да пресече рекичката Сурля дере. Двете постройки са дело на наследствения учител, църковен протопсалт и майстор-строител хаджи Геро Добрович. Поръчители на това благородно дело са ктиторите Иван Вълкович Герганоолу и Нешо Теодорович Чалъкоолу (1770 – 1829). Чешмата е построена в оградния дувар на родната къща на Евлампия Векилова. Къщата, моста и чешмата образуват единен архитектурен ансамбъл, а чешмата стилово се числи към статите фасади, защото е построена през 1826 г. Ктиторският ѝ надпис гласи:
| „ | Съгради се източник с иждивение Иван Вълкович Герганоолу и Нешо Теодоровичов Чалъкоолу и по настояваване на Гера Добревича в лято на 1826 г. | “ |

Фасадата на чешмата е относително малка: височина 185 см. и ширина 143 см. Най-отгоре е монтиран характерния за повечето копривщенски чешми корниз, състоящ се само от три камъка. Чешмата отново е украсена с две ниши с форма в стил Български барок. В разположената по-горе ниша с размери височина 25 см и широчина 28 см е вграден ктиторският надпис, изработен от бял, полиран мрамор. По-долната ниша е по-голяма по размери, а по средата и има друга, наричана „пезул“, предназначена за място на калайдисания бакърен черпак, с който се пие вода. Двете ниши са разделени една от друга със стилизиран въжеобразен фриз. Чешмата е украсена с езичеки символи и масонския Соломонов печат. Тези символи се срещат на почти всички копривщенски чешми. Основният камък на постройката е правоъгълен, а дренажното корито, което някога е било свързано с канализация, е направено от издълбан сивозелен гранитен блок.

## Галерия
- Родната къща на Евлампия и Димитър Векилови
- Пейовска чешма
- Пейовска чешма. Ктиторският надпис
- Пейовска чешма. Пезулът